# Andamia cyclocheilus
Andamia cyclocheilus  és una espècie de peix de la família dels blènnids i de l'ordre dels perciformes.